# John Tishman
John L. Tishman (New York, 24 januari 1926 – Bedford, 6 februari 2016) was een Amerikaans vastgoedontwikkelaar.

## Biografie
Tishman studeerde aan de University of Michigan en ging daarna bij de US Navy. Hij werkte van jongs af aan in de onderneming die zijn grootvader Julius Tishman in 1898 had opgericht. Tishman Realty and Construction Company was gespecialiseerd in hoogbouw. John Tishmans eerste grote project was het bouwen van het John Hancock Center in 1969. In 1973 bouwde hij de Twin Towers, een project van de Japans-Amerikaanse architect Minoru Yamasaki. Hij was ook betrokken bij het Epcot in Walt Disney World Resort in Orlando (Florida). De concertzaal in het University Center aan Fifth Avenue in New York is naar hem het John L. Tishman Auditorium genoemd.  
Tishman overleed in 2016 op 90-jarige leeftijd.